# Dorte Jensdatter
Dorte Jensdatter (1672–1722), fue una víctima de asesinato danesa. Fue quemada viva por sus vecinos, después de ser acusada de brujería.
Dorte Jensdatter no se había casado y se ganaba la vida como hilandera en el pueblo Øster Grønning en Salling. Se sospechaba que había hecho enfermar a dos niños así como a varias cabezas de ganado mediante magia negra. Después de la muerte de un caballo en 1722, las sospechas se convirtieron en abiertas acusaciones. El dueño del caballo muerto y la madre de uno de los niños muertos aprehendieron a Jensdatter y organizaron un juicio privado por brujería con la ayuda de sus vecinos. La juzgaron culpable y la sentenciaron a muerte. La ataron a una silla en su casa y la mataron prendiendo fuego a la vivienda. La mujer que la había acusado encendió el fuego.
El asesinato recibió amplia publicidad, y los dos acusadores fueron arrestados por su asesinato y ejecutados.  El último linchamiento por supuesta brujería en Dinamarca será el caso de Anna Klemens en 1800. 